# Pleckenbrinksee
Der Pleckenbrinksee ist ein im Herbst 2007 in Dortmund-Wickede entstandenes Bergsenkungsgewässer. Der grund- und regenwassergespeiste See bedeckt zeitweise eine Fläche von über 5,6 ha und ist bis zu 1,5 m tief. Er entstand in einem um 1930 entstandenen Bergsenkungsbereich auf einer landwirtschaftlichen Fläche nach Defekten an der Drainage und/oder Pumpeinrichtung.
Der See liegt innerhalb des Landschaftsschutzgebiets Asseln-Wickede. Zusätzlich wurde er 2010 vom Rat der Stadt Dortmund als geplanter geschützter Landschaftsbestandteil (GLB) Pleckenbrink See einstweilig sichergestellt.
Die Verordnung wurde 2012 um weitere zwei Jahre verlängert; sie ist 2014 ausgelaufen. Es ist vorgesehen, das Seegelände im Rahmen einer Änderung des Landschaftsplans Dortmund-Mitte dem angrenzenden Naturschutzgebiet Wickeder Ostholz zuzuordnen; dies ist noch nicht erfolgt (Stand 10/2016).
Im Jahr 2011 wurde der See vorübergehend trockengelegt, da eine darunter verlaufende Erdgasleitung der Erdgastransportgesellschaft Open Grid Europe gesichert werden musste.

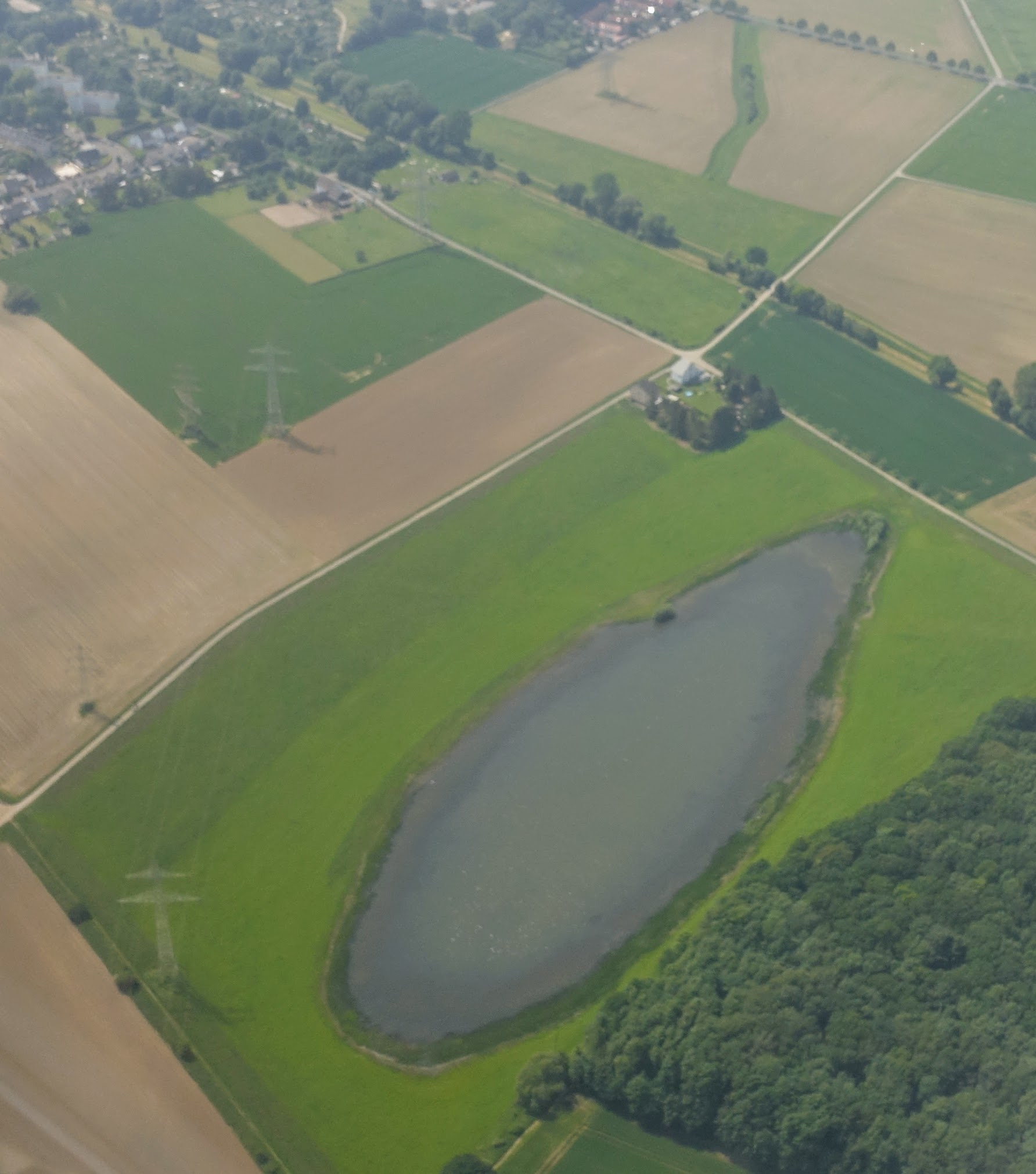
Luftbild des Pleckenbrinksees
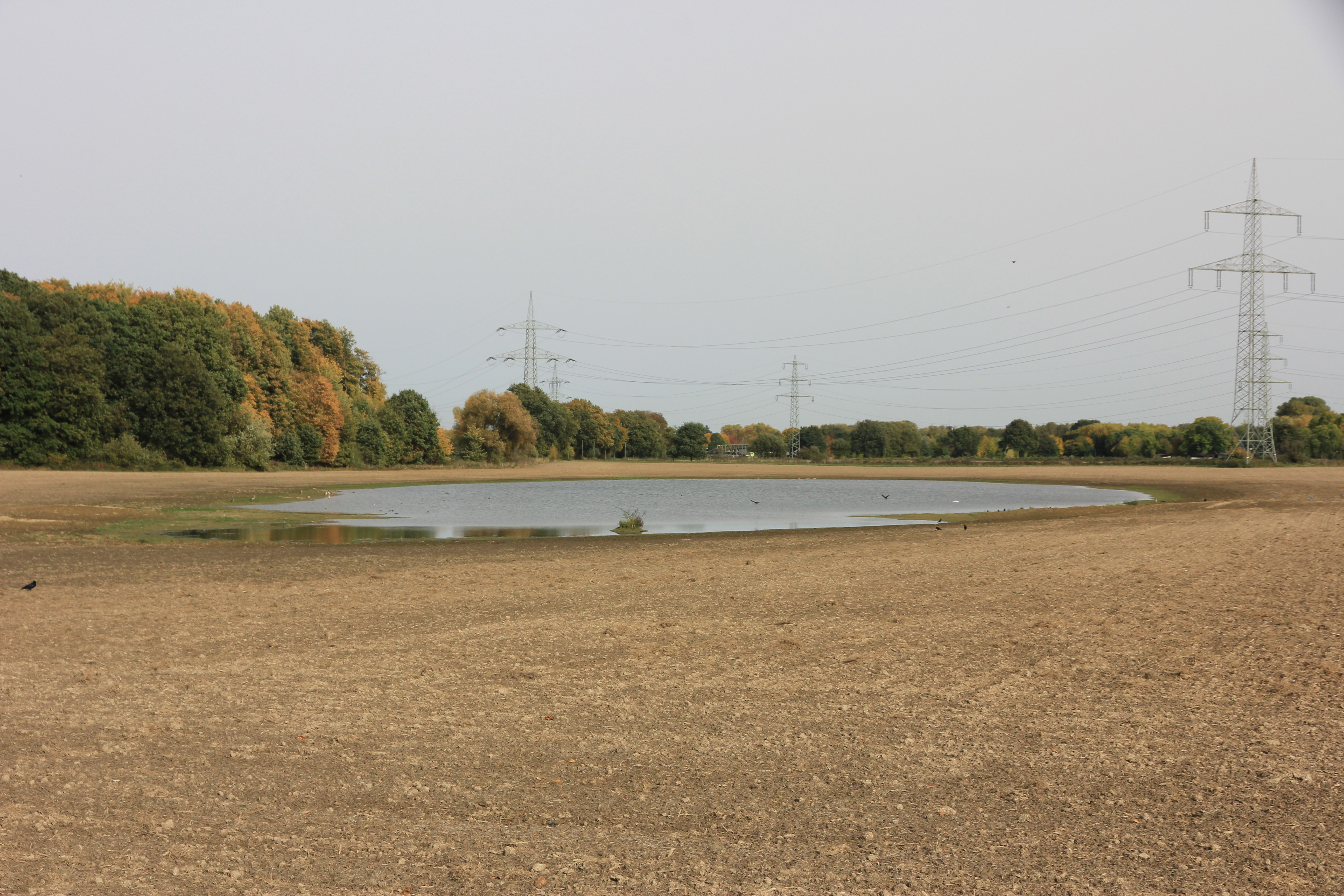
See im Oktober 2012
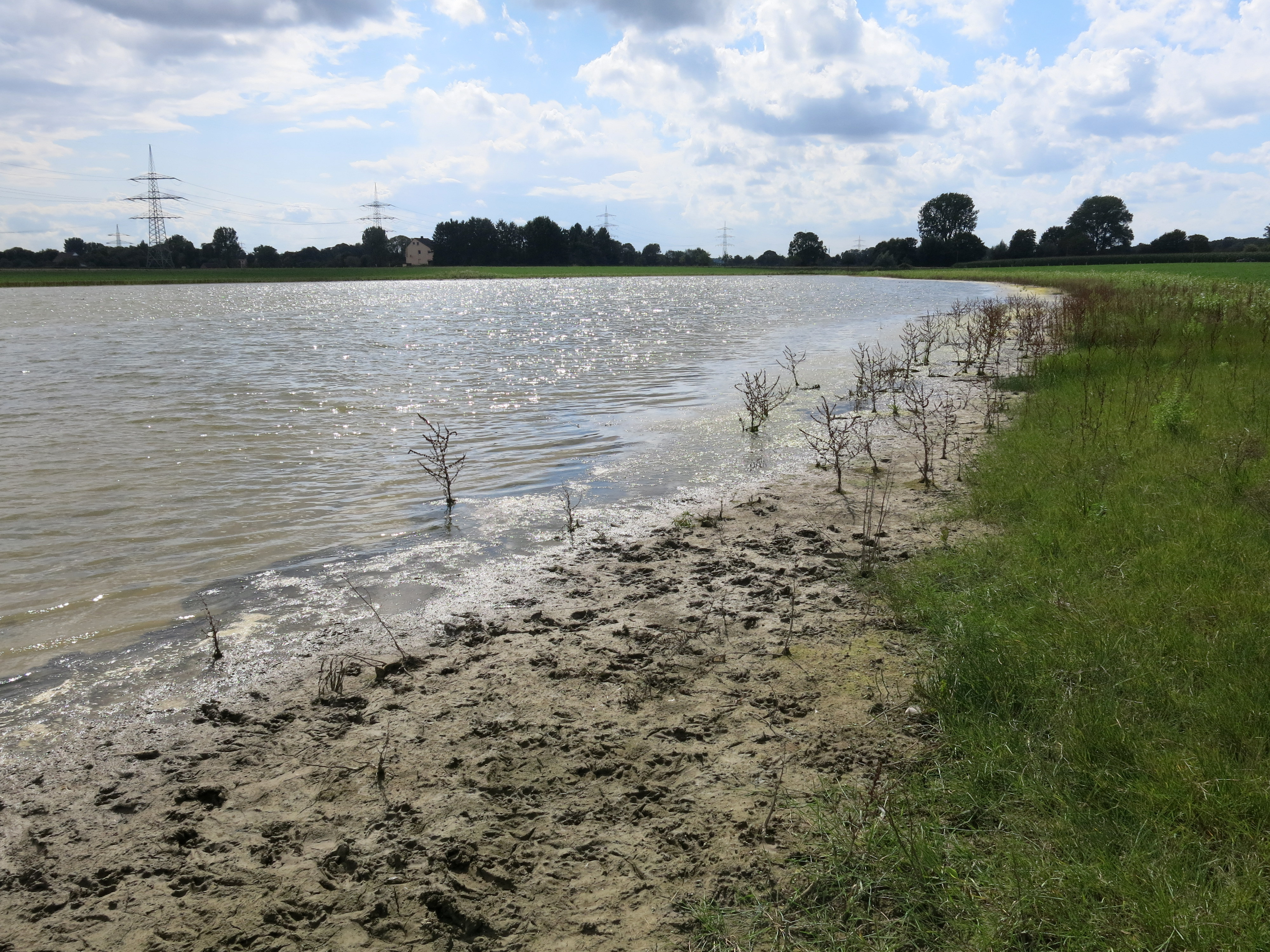
Nordufer des Sees im August 2014
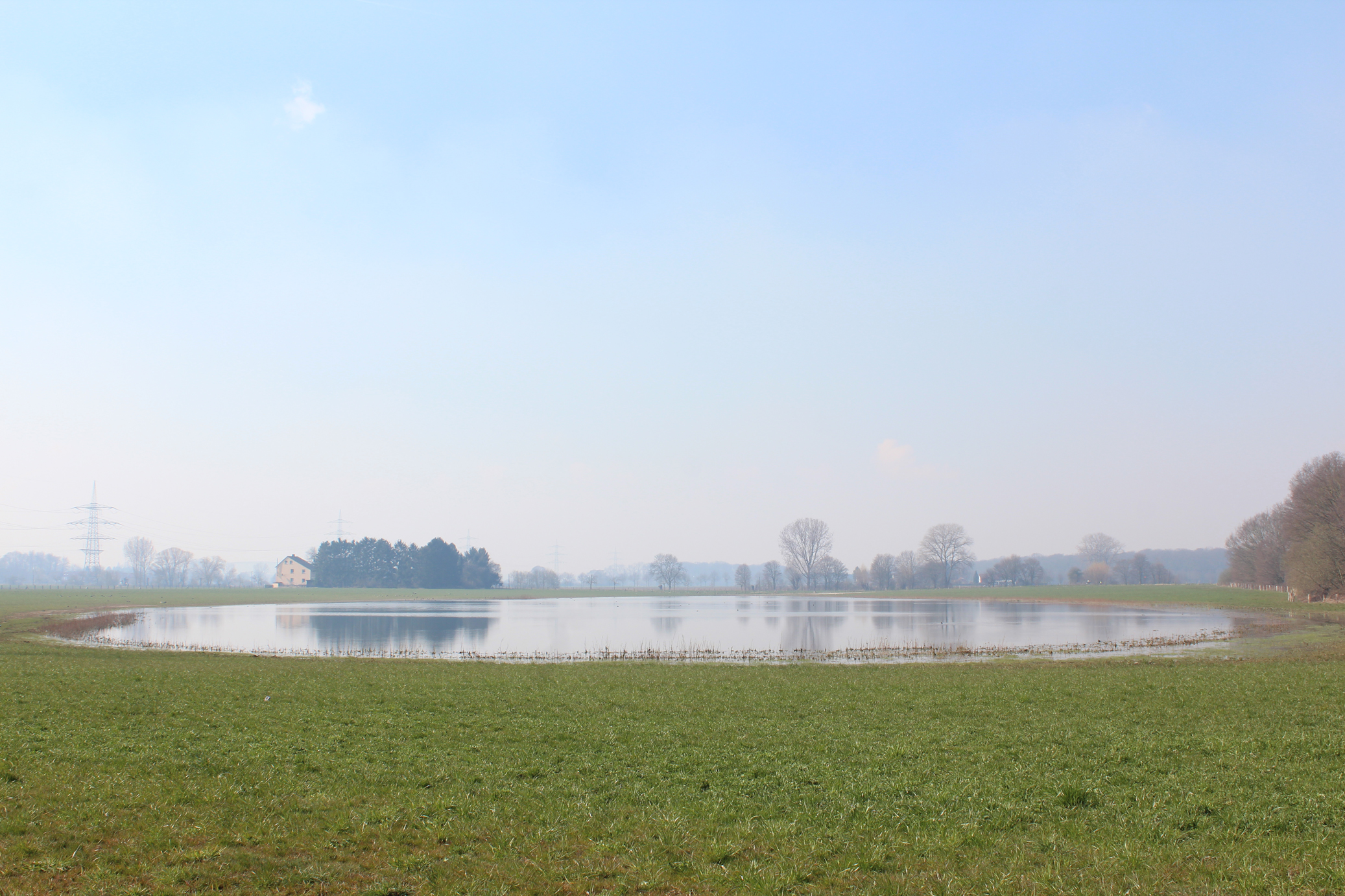
See im April 2015